# 忘れないで (山下達郎の曲)
「忘れないで」（わすれないで）は、2004年8月4日に発売された山下達郎通算39作目のシングル。

## 解説
タイトル・トラックの「忘れないで」、カップリングの「ラッキー・ガールに花束を」とも、NHKアニメ劇場「アガサ・クリスティーの名探偵ポワロとマープル」エンディングテーマとオープニングテーマのために書き下ろし作品。両曲とも後にアルバム『SONORITE』に収録、「忘れないで」は2012年発売のオールタイム・ベスト『OPUS 〜ALL TIME BEST 1975-2012〜』にも収録。
「忘れないで」は山下曰く「50歳を過ぎたら絶対やろうと思っていた」という、カンツォーネ風のオリジナル曲。ちょうど折よく、1930年代のイギリスが舞台というアニメのタイアップ依頼が来て“これだ!”と、その時に書き下ろされた。作詞は竹内まりやが手掛けているが、山下によれば「<元気を出して>の男版だって言ってました。この前に別の歌詞があったんだけどそれがあまり気に入らなくて、彼女自身が歌うといいんだけど、僕が歌うと全然ダメで、書き直して貰ったんです」という。ホーム・レコーディングによる、オリジナル・カラオケをバックに竹内が歌った「忘れないで」が、山下のラジオ番組『サンデー・ソングブック』にて数回オンエアされた。また、ドラムは山下自身が叩いているが「今のデジタル環境だと、まだもう少し奥行きが欲しいけど出ない。60年代のダスティ・スプリングフィールドみたいな立体感にしたかったんだけど、あと3年くらいたつともう少し思い通りになるかな」と答えている。後に山下は『OPUS』のライナーノーツで「自分のキャラにはちょっと暗い曲調だったかもしれないが、声のちゃんと出るうちにこうやって歌ってみたかった」と書いている。アルバムでは歌のバランスを直している。つまり、ボーカルパート以外はシングルと同ミックス、ボーカルパートのみアルバム収録に際してリミックスしている。
「ラッキー・ガールに花束を」は当初、自分でドラムを叩いて一人多重録音でサーフィン&ホットロッドのような感じにしたかったが思った感じにならなかったので、ドラムは打ち込みに、ベースはシンセにそれぞれ変更されている。山下は「シンセベースの方が重低音が多い分だけ下に持っていけるから、ピアノが遠くに行って両端のギターがくっきり鳴ってくれて、バランスが良くなるんです。だから<忘れないで>とかは生ベースなので少し重心が軽い感じになる。重くしないとロックン・ロールにならない。音像のピラミッドの作り方が難しいね」と答えている。この曲は後にホンダ・ライフのCMタイアップがついたのを受け、『SONORITE』収録曲「白いアンブレラ」とのカップリングで再度シングル・カットされた。

## 収録曲
| - - ℗2004 WARNER MUSIC JAPAN INC., A WARNER MUSIC GROUP COMPANY. - ALL RIGHTS RESERVED. UNAUTHORIZED DUPLICATION IS A VIOLATION OF APPLICABLE LAWS. MADE IN JAPAN. 全作曲: 山下達郎。 | |            |            |      |
| # | タイトル | 作詞       | 作曲・編曲 | 時間 |
| 1. | 「忘れないで」(NHKアニメ劇場「アガサ・クリスティーの名探偵ポワロとマープル」エンディングテーマ)               | 竹内まりや | 山下達郎   | 4:23 |
| 2. | 「ラッキー・ガールに花束を」(NHKアニメ劇場「アガサ・クリスティーの名探偵ポワロとマープル」オープニングテーマ) | 山下達郎   | 山下達郎   | 4:24 |
| 3. | 「忘れないで (Original Karaoke)」                                                                             |            | 山下達郎   | 4:23 |
| 4. | 「ラッキー・ガールに花束を (Original Karaoke)」                                                               |            | 山下達郎   | 4:20 |
| 合計時間: | 合計時間: | 合計時間:  | 17:30      |      |

## クレジット

### 忘れないで
| - ©2004 by SMILE PUBLISHERS INC. & - JAPAN BROADCAST PUBLISHING CO.,LTD. |

| 山下達郎                              | : | - Lead Vocal, Drums, Electric Guitar, - Acoustic Guitar, Synthesizers, - Vibraphone & Percussion |
| 伊藤広規                              | : | Electric Bass                                                                                    |
| 難波弘之                              | : | Acoustic Piano                                                                                   |
| 橋本茂昭                              | : | Computer & Synthesizer Operation                                                                 |
| 数原晋 : Trumpet                      |   |                                                                                                  |
| 横山均 : Trumpet                      |   |                                                                                                  |
| 奥村晶 : Trumpet                      |   |                                                                                                  |
| 向井滋春                              | : | Trombone                                                                                         |
| 佐藤春樹                              | : | Trombone                                                                                         |
| 中路英明                              | : | Trombone                                                                                         |
| 堂本雅樹                              | : | Trombone                                                                                         |
| RUSH 加藤高志 : Strings Concertmaster |   |                                                                                                  |
| 服部克久                              | : | Horn & Strings Arrangement                                                                       |

### ラッキー・ガールに花束を
| - ©2004 by SMILE PUBLISHERS INC. & - JAPAN BROADCAST PUBLISHING CO.,LTD. |

| 山下達郎 | : | - Lead Vocal, Drum Programming, - Electric Guitar, Acoustic Guitar, - Synthesizers, Synth Bass & - Background Vocals |
| 佐橋佳幸 | : | Electric Guitar |
| 難波弘之 | : | Acoustic Piano |
| 橋本茂昭 | : | Computer & Synthesizer Operation                                                                                     |

## リリース日一覧
| 地域 | タイトル                                  | リリース日     | レーベル                  | 規格           | 品番       | 備考           |
| ---- | ----------------------------------------- | -------------- | ------------------------- | -------------- | ---------- | -------------- |
| 日本 | 忘れないで ⁄ ラッキー・ガールに花束を     | 2004年8月4日   | MOON / WARNER MUSIC JAPAN | 12cmCDシングル | WPCL-70017 | 帯は被せ帯仕様 |
| 日本 | 白いアンブレラ ⁄ ラッキー・ガールに花束を | 2005年10月26日 | MOON / WARNER MUSIC JAPAN | 12cmCDシングル | WPCL-10242 |                |

## 収録アルバム
| # | タイトル                         | リリース日    | レーベル                  | 規格        | 品番                                                  | 備考                                             |
| - | -------------------------------- | ------------- | ------------------------- | ----------- | ----------------------------------------------------- | ------------------------------------------------ |
| 1 | SONORITE                         | 2005年9月14日 | MOON / WARNER MUSIC JAPAN | CD          | WPCL-10228                                            | 「忘れないで」「ラッキー・ガールに花束を」を収録 |
| 2 | OPUS 〜ALL TIME BEST 1975-2012〜 | 2012年9月26日 | MOON / WARNER MUSIC JAPAN | - 4CD - 3CD | - WPCL-11201/4【初回限定盤】 - WPCL-11205/7【通常盤】 | - オールタイム・ベスト - 「忘れないで」を収録。  |